# Kleinwolfstein
Kleinwolfstein ist eine Ortschaft und eine Katastralgemeinde der Gemeinde Neustadtl an der Donau im Bezirk Amstetten in Niederösterreich.

## Geschichte
Laut Adressbuch von Österreich waren im Jahr 1938 in der Ortsgemeinde Kleinwolfstein zwei Gastwirte, ein Gemischtwarenhändler, ein Hafner, ein Schneider, ein Schuster und einige Landwirte ansässig.

## Siedlungsentwicklung
Zum Jahreswechsel 1979/1980 befanden sich in Kleinwolfstein 66 Bauflächen mit insgesamt 38.623 m² und 51 Gärten auf 192.708 m², 1989/1990 waren es bereits 67 Bauflächen. 1999/2000 war die Zahl der Bauflächen auf 138 angewachsen und 2009/2010 waren es 95 Gebäude auf 140 Bauflächen.

## Landwirtschaft
Die Katastralgemeinde ist landwirtschaftlich geprägt. 5189 Hektar wurden zum Jahreswechsel 1979/1980 landwirtschaftlich genutzt und 1128 Hektar waren forstwirtschaftlich geführte Waldflächen. 1999/2000 wurde auf 4986 Hektar Landwirtschaft betrieben und 1394 Hektar waren als forstwirtschaftlich genutzte Flächen ausgewiesen. Ende 2018 waren 4921 Hektar als landwirtschaftliche Flächen genutzt und Forstwirtschaft wurde auf 1363 Hektar betrieben. Die durchschnittliche Bodenklimazahl von Kleinwolfstein beträgt 36,3 (Stand 2010).